# Polittico della Madonna del Rosario
Il polittico della Madonna del Rosario è un'opera olio su tavola di Francesco Rizzo da Santacroce conservata nella chiesa di San Giovanni Battista di Dossena ed è composta da nove tavole dipinte e dalla statua della Madonna del santo Rosario.

## Storia
Gli ultimi decenni del XV secolo e i primi del XVI secolo, grazie alla dominazione veneziana del territorio di Bergamo e della sua provincia, videro molti valligiani sia della val Brembana che della val Seriana, cercare fortuna a Venezia e dopo aver raggiunto una certa agiatezza, commissionare ai tanti pittori presenti in terra veneziana opere artistiche che dovevano abbellire le chiese dei luoghi d'origine. Era questo non sono un fatto devozionale, ma anche la conferma di aver raggiunto un'ottima posizione sociale. Se la val Seriana è stata influenzata da artisti vicini ai Vivarini, quella Brembana da quelli vicini al Bellini. Vi furono anche molti artisti valligiani che si spostarono a Venezia in cerca di fortuna aprendo botteghe, collaborando con gli artisti lagunari e diventando famosi molto più fuori dalla terra d'origine. Francesco Rizzo da Santacroce originario di San Pellegrino Terme risulta facente parte di questa categoria e presente a Venezia dal 1505, e attivo nella bottega di Francesco di Simone.

Scriverà lo storico e critico dell'arte Giuseppe Fiocco: 
(I pittori Da Santacroce)
Il polittico è stato realizzato dal Santacroce nel 1515, assegnazione ormai confermata, ed l'opera più antica conservata nella chiesa. La statua della Vergine fu invece collocata solo nel 1680 e donata da anonimi valligiani abitanti a Venezia. Oltre a questo polittico la chiesa, pur essendo molto dislocata dal capoluogo, conserva opere di pregio, tra le quali un ulteriore lavoro sempre del Santacroce, dedicato al Battesimo di Gesù.

## Descrizione
Il polittico, che è l'opera più antica ospitata nella chiesa, è posto come pala di un altare ligneo dipinto in finto marmo e completa delle quindici piccoli dipinti su cuoio raffiguranti i misteri del Rosario donati nel 1599 da due migranti dossonesi. L'altare dedicato alla Madonna del Rosario era originariamente dedicato alla Madonna Immacolata e gestito dalla congregazione omonima composta di sole donne.
Il polittico ospita nella parte inferiore la predella composta di due tavole laterali raffiguranti ciascuna sei apostoli aventi al centro i santi Pietro e Paolo. Forse questa parte non è stata eseguita dal medesimo artista dell'opera stessa. L'ordine superiore vi sono a sinistra san Rocco con il bastone nell'atto di mostrare la piaga della gamba, mentre a destra sant'Antonio Abate con i campanelli posti sul bastone, e sulla mano destra la fiamma che lo identifica, entrambi a figura intera. L'ordine superiore i santi Marco evangelista e Giovanni evangelista. Il polittico termina con le raffigurazioni del profeta Isaia e della sibilla completi di cartiglio. Il cartiglio di sinistra riporta “ECO SUM FRATER VESTER IOSEPH”, mentre quello di destra «PRAECEPITQUE ET DEPOSUERUNT CADAVER EIUS (de cruce)». Centrale l'immagine di Dio Padre. Le tavole sono inserite in una cornice dorata che presenta nella parte centrale una nicchia sempre in oro dove è posta la statua della Madonna del santo Rosario con il Bambino in braccio. Le tavole sono state oggetto di restauro nel 1991.